# فردیناند مینارت
فردیناند مینارت (انگلیسی: Ferdinand Minnaert; ۲۷ نوامبر ۱۸۸۷ – ۲۶ اوت ۱۹۷۵) ژیمناست هنری اهل بلژیک بود.